# Emanuele Fiano
Emanuele Fiano (Milano, 13 marzo 1963) è un politico italiano, ex deputato del Partito Democratico.

## Biografia
Emanuele Fiano, detto "Lele", nasce a Milano nel 1963, terzo e ultimo figlio (dopo Enzo e Andrea) di Nedo Fiano (1925-2020), ebreo deportato ad Auschwitz e unico superstite di tutta la sua famiglia, e della moglie Rina Lattes (1930-2021).
Si laurea in Architettura al Politecnico di Milano nel 1988 e nel 1989 sposa Tamara Rabà, psicologa; con lei va a vivere per un anno in Israele, in un Kibbutz al confine con il Libano, Sasa, e successivamente la coppia ha 2 figli: Davide e Michael. Rientrato in Italia, insegna nei corsi di progettazione architettonica fino a conseguire il diploma di dottore di ricerca in progettazione architettonica urbana. Dopo essersi laureato si è abilitato alla professione di architetto e ha cominciato a svolgerla in forma libero-professionale.
A fianco alla sua carriera lavorativa si sviluppa anche la sua attività politica e nella Comunità Ebraica di Milano. Dal 1997 è stato consigliere comunale di Milano, per due mandati. Dal 2006 è stato deputato della Repubblica per quattro mandati, fino al 2022. Dal 1988 al 2001 è stato consigliere della comunità ebraica milanese, diventando responsabile dei programmi culturali. Dal 1998 al 2001 è presidente della comunità. Dal 2001 al 2006 è stato invece consigliere dell'Unione delle Comunità Ebraiche Italiane. Nel gennaio 2021 ha pubblicato il libro Il profumo di mio padre, che racconta della sua vita di sopravvissuto della Shoah e del rapporto con il padre sopravvissuto ad Auschwitz; nel 2022 Ebreo. Una storia personale dentro una storia senza fine, su cosa vuol dire essere ebrei.
È stato un sostenitore della creazione del Giardino dei Giusti al Monte Stella a Milano.

## Carriera politica

### Gli inizi

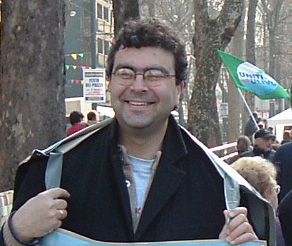
Fiano durante la campagna elettorale per le elezioni europee 2004

Alle elezioni politiche del 1996 è stato candidato alla Camera dei deputati per l'Ulivo nel collegio uninominale Milano 5 (Giambellino/San Siro), ma non risulta eletto (raggiunge il 37% contro il 47% del candidato del Polo per le Libertà Mario Valducci e il 13% di Ettore Raffaele Palli della Lega Nord).
Nel 1997 è stato invece eletto consigliere comunale per il PDS a Milano. È stato rieletto in consiglio comunale nel 2001 con 1060 preferenze e fino al 2006 è stato Capogruppo.
Alle elezioni amministrative del 2004 è candidato a consigliere provinciale di Milano nel collegio di Milano Centro Storico, ma non è eletto.
Dal 2005 è segretario nazionale di Sinistra per Israele, associazione politica che si propone di sviluppare la conoscenza delle posizioni della sinistra israeliana e contrastare i pregiudizi anti-israeliani, che ritiene albergare anche in una parte consistente della sinistra italiana. In questo modo ha promosso iniziative che riguardano la convivenza interculturale e il confronto, come iniziative per il dialogo tra israeliani e palestinesi.

### Elezione a deputato

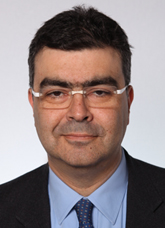
Fiano rieletto alla Camera dei deputati nel 2013

Alle elezioni politiche del 2006 viene eletto alla Camera dei deputati nella circoscrizione Lombardia 1 tra le liste de L'Ulivo. Attualmente aderisce al Partito Democratico (PD) ed è stato eletto all'assemblea costituente nazionale nelle primarie del 14 ottobre 2007 in una lista a sostegno di Walter Veltroni. Alle elezioni politiche del 2008 è stato rieletto deputato con il Partito Democratico nella circoscrizione Lombardia 1. In occasione del primo congresso del PD ha aderito alla mozione Franceschini e si è candidato per il ruolo di segretario regionale del partito in Lombardia, arrivando secondo alle primarie del 25 ottobre 2009 con il 30% circa dei consensi. Dal 2009 è Presidente del Forum Sicurezza del PD.
Si è sempre impegnato nel campo del contrasto ai fenomeni di neofascismo, è favorevole all'applicazione della legge Mancino e ha proposto una petizione per impedire che formazioni di ispirazione dichiaratamente fascista possano presentarsi alle elezioni politiche. Si è candidato alle elezioni primarie del Partito Democratico per la scelta dei parlamentari che si sono tenute il 29 dicembre 2012, risultando il quarto candidato più votato a Milano e provincia.
Alle elezioni politiche del 2013 è rieletto nelle liste del PD alla Camera nella circoscrizione Lombardia 1.
Il 16 settembre 2014 viene nominato Responsabile nazionale del PD con delega alle Riforme nella 2º Segreteria "unitaria" del segretario Matteo Renzi. È vicino alla corrente dell'ex segretario di partito Dario Franceschini, vicino ai renziani.
Nel 2017 Fiano è promotore di un disegno di legge sull'apologia del fascismo.

#### Candidatura a sindaco di Milano
A luglio 2015, a seguito della rinuncia di Giuliano Pisapia ad intraprendere un eventuale secondo mandato a sindaco di Milano, si candida nelle primarie del centro-sinistra per la scelta del candidato sindaco. Contestualmente a Fiano presentarono le proprie candidature l'assessore comunale alle Politiche Sociali del Comune di Milano della Giunta Pisapia Pierfrancesco Majorino e il vice-capogruppo PD della Provincia di Milano Roberto Caputo. Tuttavia il 19 dicembre 2015 si ritira per sostenere il candidato sponsorizzato direttamente dall'allora Primo ministro Matteo Renzi, commissario unico e amministratore delegato di Expo 2015 Giuseppe Sala.

### Rielezione alla Camera
È rieletto deputato alle elezioni politiche del 2018 nel collegio plurinominale Lombardia 1 - 03, ricoprendo all'interno del gruppo parlamentare del PD alla Camera dei Deputati il ruolo di segretario d'aula, e divenendo membro della Commissione Affari costituzionali e della Giunta per il regolamento.
Nel 2019 il Segretario del PD Nicola Zingaretti lo chiama a far parte della segreteria nazionale con la funzione di responsabile nazionale per la politica estera.

### Mancata elezione al Senato e al Parlamento Europeo
Alle elezioni politiche anticipate del 2022, Fiano viene candidato al Senato della Repubblica nel collegio uninominale Lombardia - 04 (Sesto San Giovanni), sostenuto dalla coalizione di centro-sinistra in quota Partito Democratico - Italia Democratica e Progressista; tuttavia, con il 30,9% delle preferenze, viene sconfitto dalla candidata del centro-destra, Isabella Rauti (45,2%); dopo quattro legislature, non è dunque rieletto in Parlamento.
Nel maggio del 2024, in occasione delle elezioni europee, viene candidato nella lista del PD per la circoscrizione nord-occidentale.
Tuttavia con 30.615 preferenze raccolte si piazza ottavo in lista non risultando eletto.

## Opere
- Emanuele Fiano, Il profumo di mio padre. L'eredità di un figlio della Shoah, Milano, Piemme, 2021, ISBN 978-88-566-7961-8.
- Emanuele Fiano, Ebreo. Una storia personale dentro una storia senza fine, Milano, Piemme, 2022, ISBN 978-88-566-8372-1.
- Emanuele Fiano, Sempre con me. Le lezioni della Shoah, Milano, Piemme, 2023, ISBN 978-88-566-9280-8.